# Russula

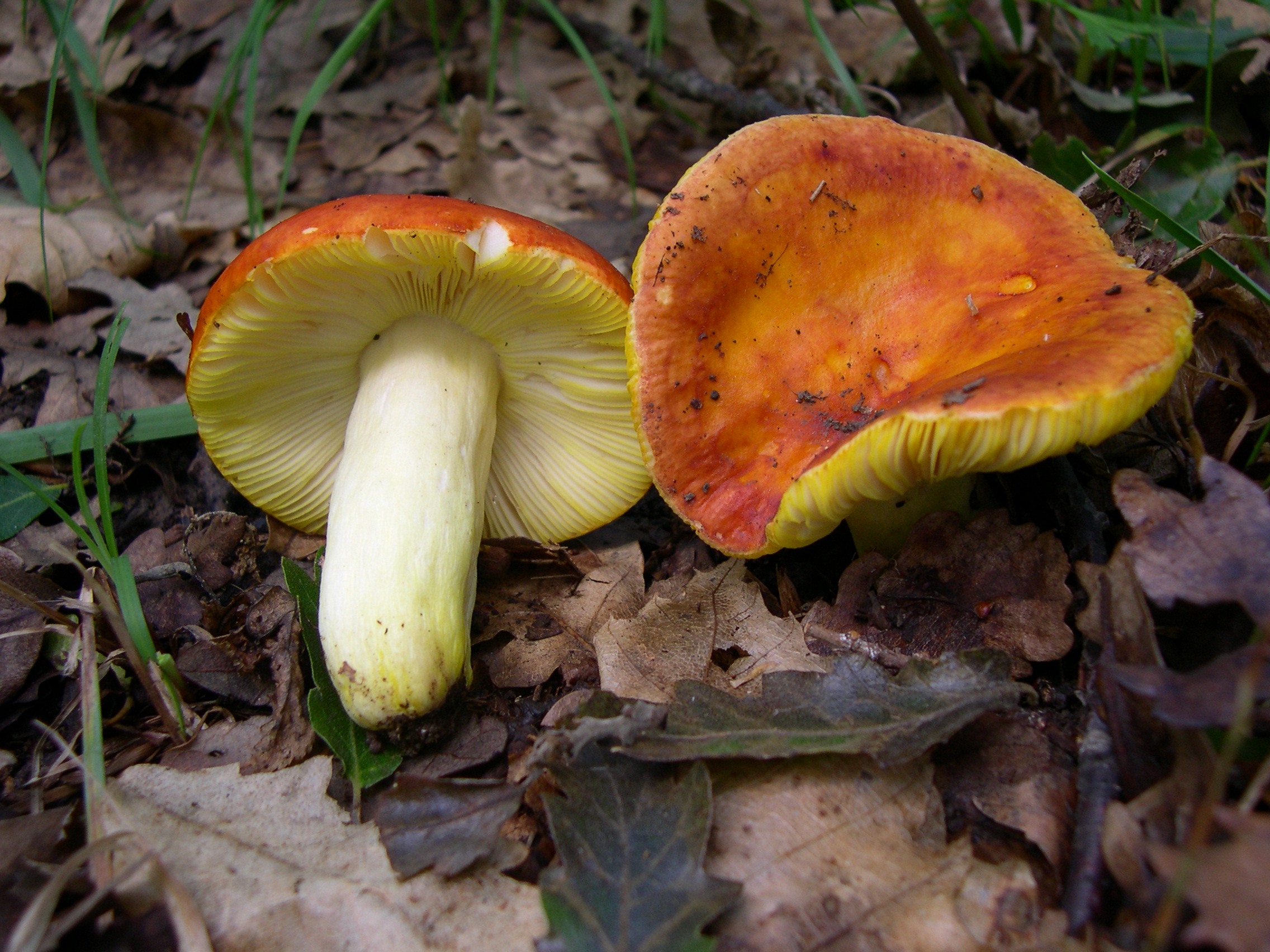
Goudgele russula (Russula aurea)

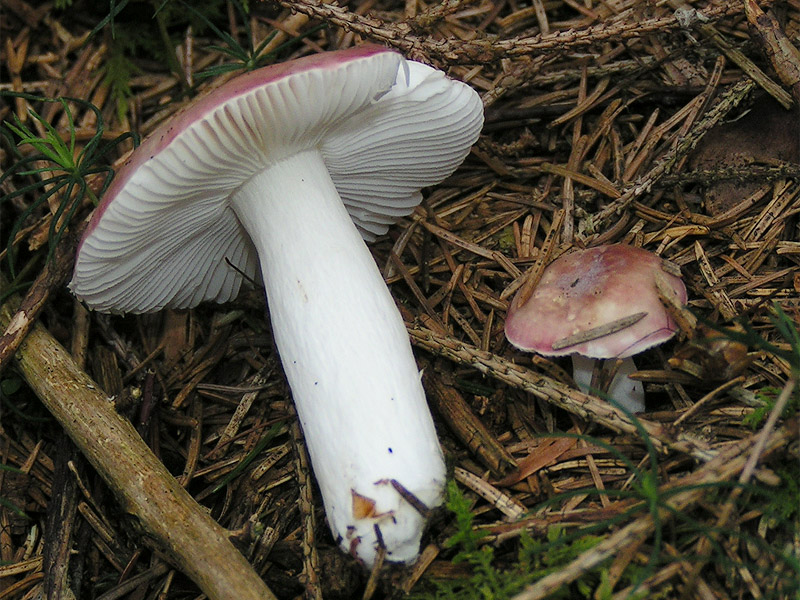
Roze berkenrussula (Russula betularum)

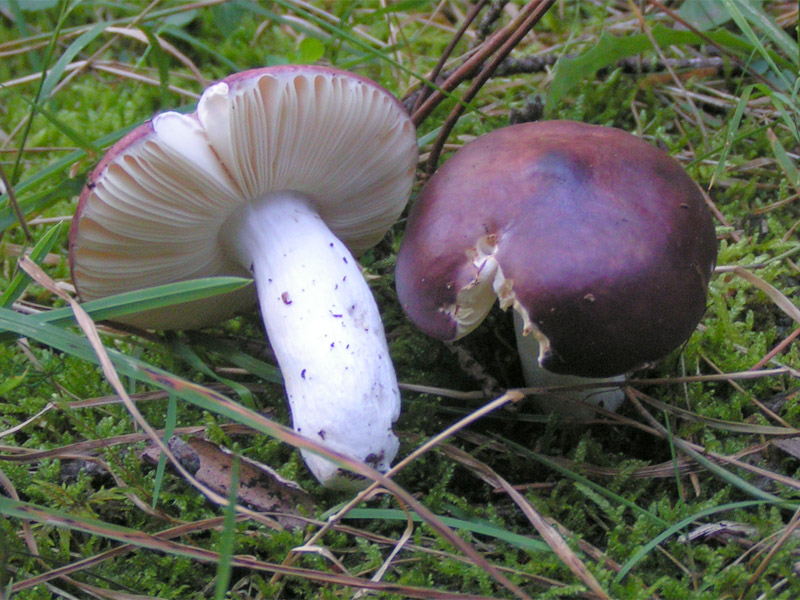
Papilrussula (Russula caerulea)

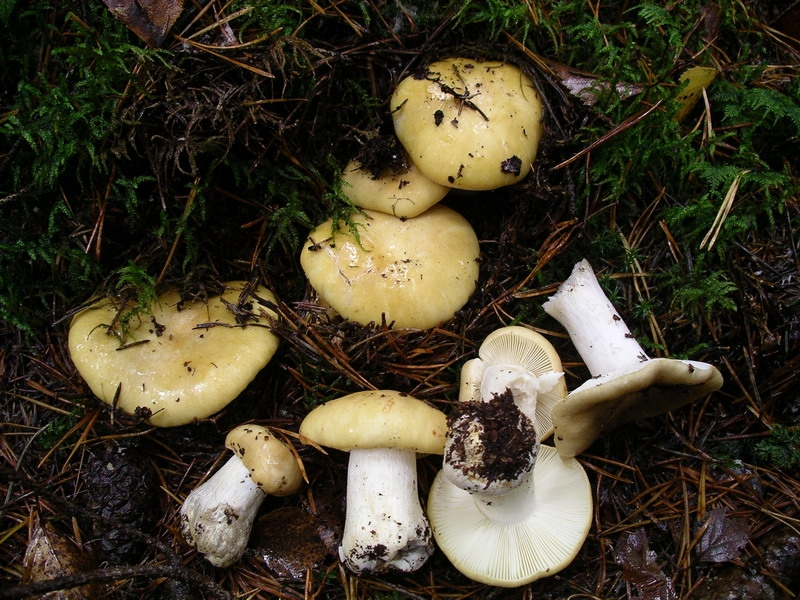
Gele berkenrussula (Russula claroflava)

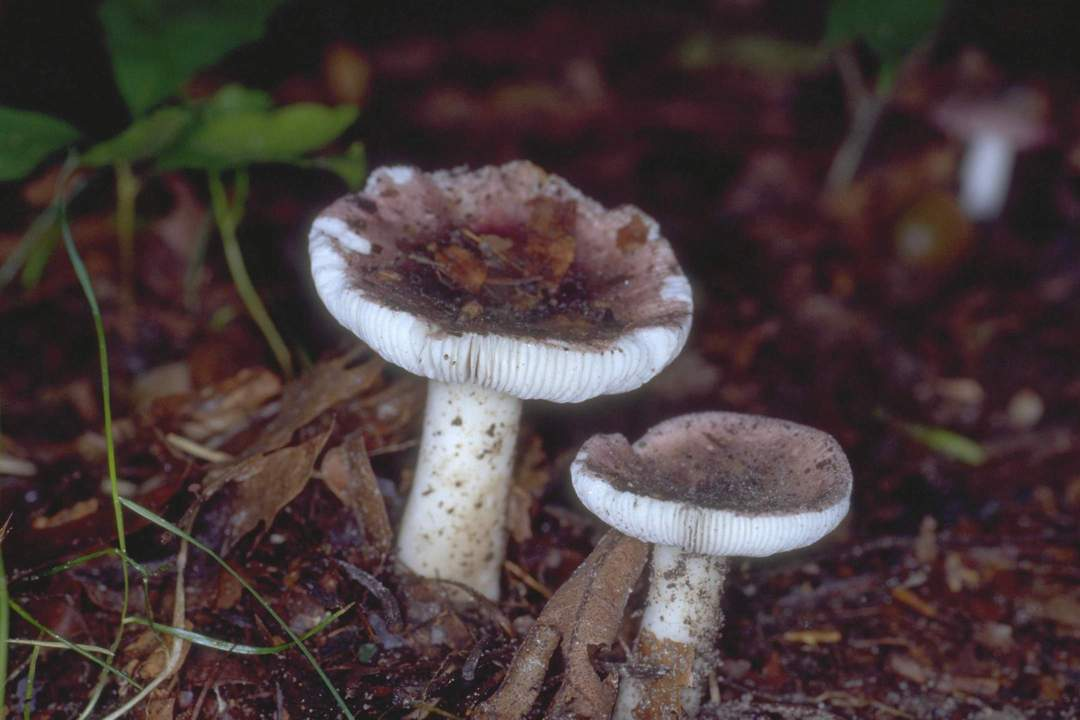
Glanzende russula (Russula integra)

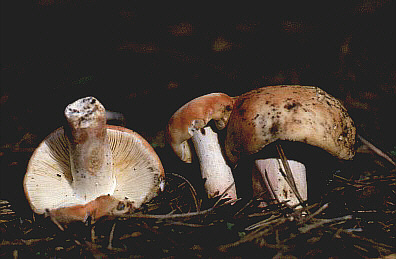
Appelrussula (Russula palludosa)

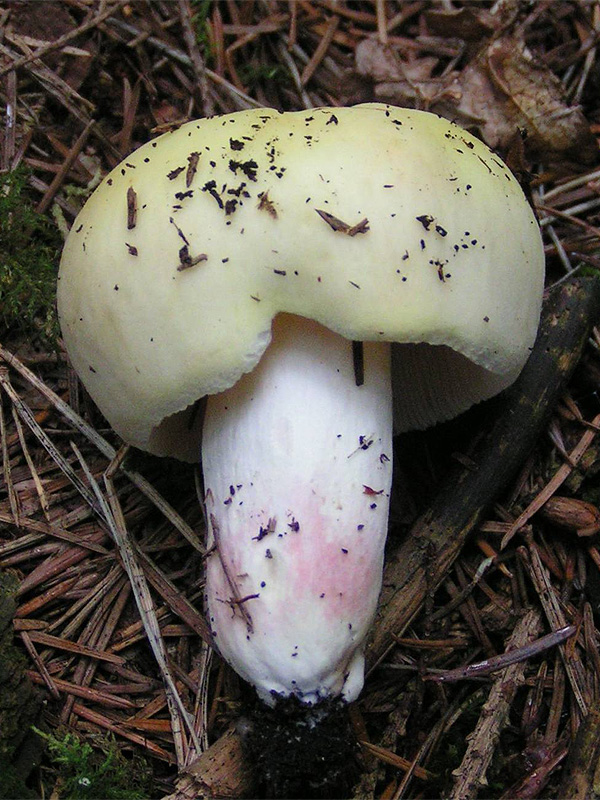
Paarsstelige pastelrussula (Russula violeipes)

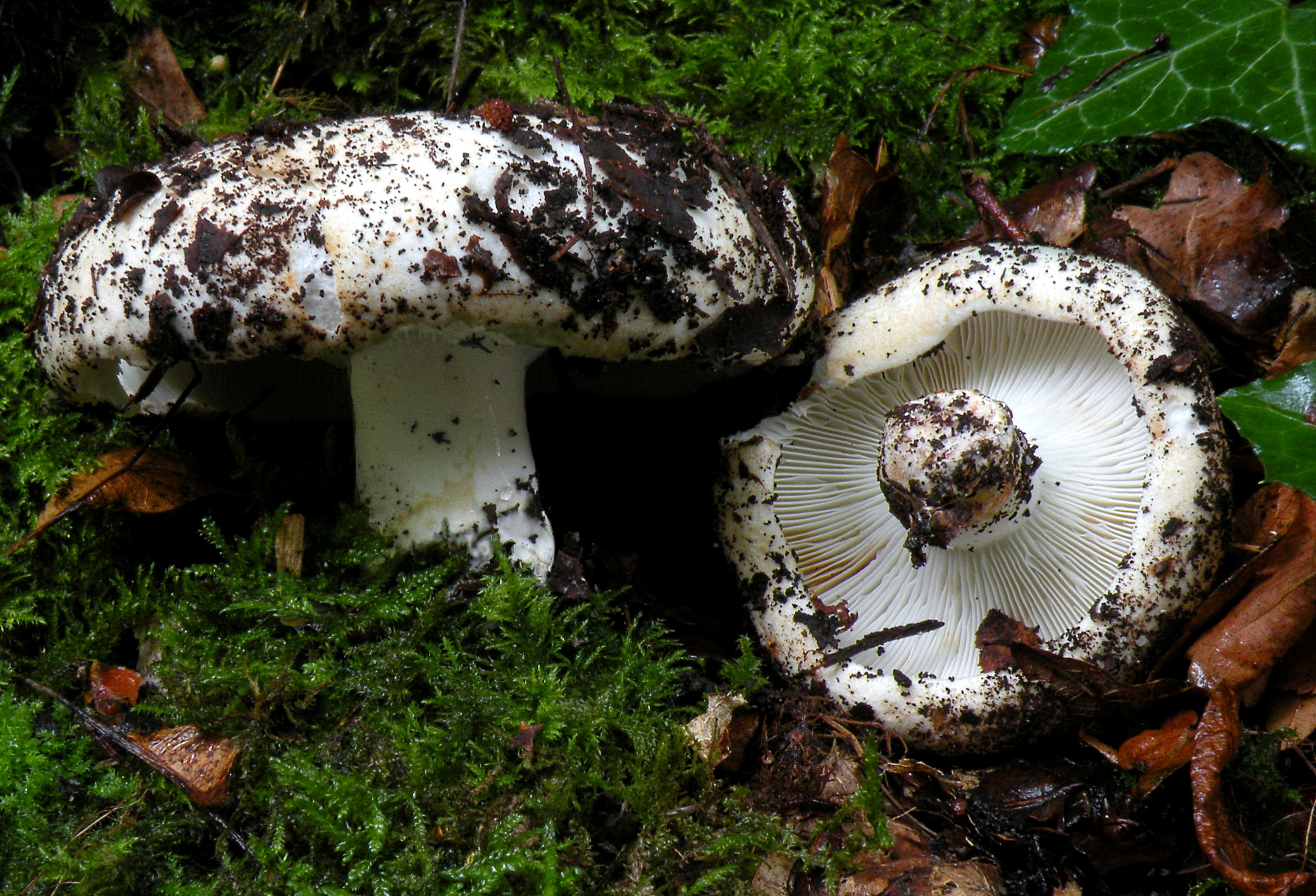
Witte russula (Russula delica)

Russula is een geslacht van paddenstoelen met meer dan 1400 soorten uit de familie Russulaceae.
De soorten komen vaak algemeen voor en zijn meestal felgekleurd. Ze kunnen onderscheiden worden door:
- een witte tot oranjekleurige sporenafdruk
- dito gekleurde brosse plaatjes
- het ontbreken van een tweede vlies (velum partiale) op de steel.

Soorten uit het verwante geslacht melkzwam (Lactarius) hebben dezelfde kenmerken, maar deze scheiden een melkachtig sap af bij kneuzing van de plaatjes.
Men kan eenvoudig russula's herkennen, maar het wordt veel moeilijker de juiste soort te bepalen. Over het algemeen heeft men daarbij een microscoop nodig of moet men steunen op subjectieve kenmerken zoals geur en smaak van de paddenstoel.
De sporenprint is wit tot donker okergeel gekleurd. De sporen zelf zijn kort-ellipsvormig tot rond van vorm. Het oppervlak is fijn tot grof wrattig en soms geribbeld tot reticulair versierd. Het ornament is amyloïde. De basidia zijn knotsvormig en 25 tot 60 micrometer lang. Er zijn vier sporen op sterigma's die vier tot acht micrometer lang zijn. De gleocystidia hebben een andere vorm. Ze zijn vaak zichtbaar op de lameloppervlakken en -randen en zijn vaak ook aanwezig in de huid van de hoed en het oppervlak van de steel. Ze worden min of meer intens blauw bij sulfovanilline en donkerblauw bij sulfoformol.
Melkzwammen en russula's kunnen geparasiteerd worden door de zakjeszwam Hypomyces lactifluorum. Deze vervangt het vlees van de gastheer en maakt het eetbaar voor de mens, ook als de gastheer giftig was.

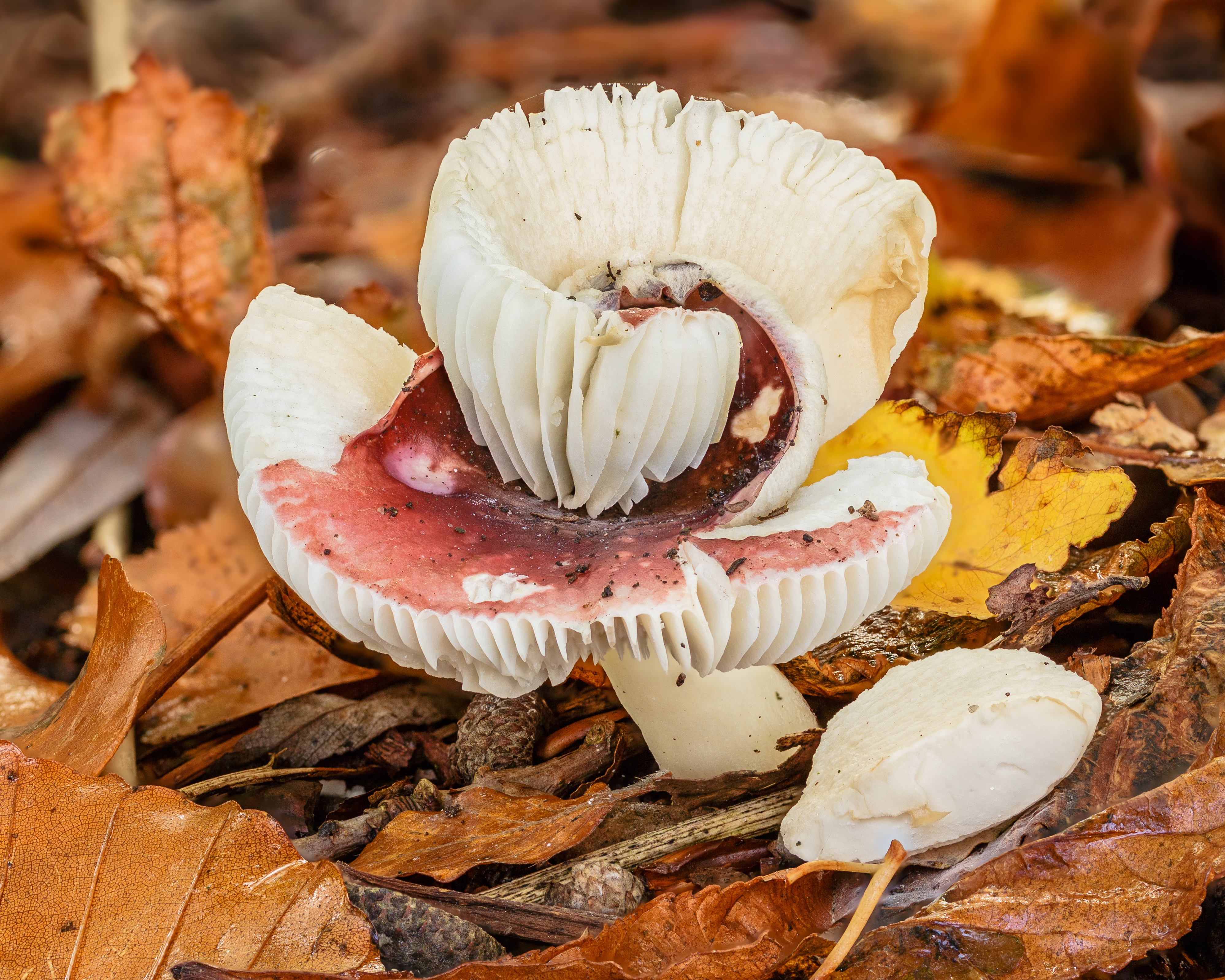
Vreemd gevormde russula in verval

## Soorten
Er zijn daarnaast meer dan 125 soorten in dit geslacht (waarvan de helft algemeen) die voorkomen in Nederland en Vlaanderen:
| Wetenschappelijke naam  | NL-naam                     | sporenprint (Romagnesi)          | verspreiding (NL) |
| ----------------------- | --------------------------- | -------------------------------- | ----------------- |
| Russula acrifolia       | Scherpe grauwhoedrussula    | wit (Ia)                         | zeer zeldzaam     |
| Russula adusta          | Rookrussula                 | wit (Ia)                         | zeer zeldzaam     |
| Russula aeruginea       | Groene berkenrussula        | creme (IIb-IIc)                  | algemeen          |
| Russula albonigra       | Zwartwitte russula          | wit (Ia)                         | zeldzaam          |
| Russula alutacea        |                             | donker geel (IVb)                |                   |
| Russula amarissima      |                             | creme (IIa)                      |                   |
| Russula amethystina     | Amethistrussula             | donker geel (IVa)                | verdwenen         |
| Russula amoena          | Pastelrussula               | creme (IIb)                      |                   |
| Russula amoenicolor     | Valse pastelrussula         | donker creme (IIc-IId)           | verdwenen         |
| Russula amoenoides      | Vissige fluweelrussula      | oker (IIIa)                      | zeldzaam          |
| Russula amoenolens      | Scherpe kamrussula          | creme (IIa-b)                    | algemeen          |
| Russula anatina         | Gazonrussula                | donker creme (IIc-d)             | zeer zeldzaam     |
| Russula anthracina      | Antracietrussula            | wit (Ia)                         | zeldzaam          |
| Russula aquosa          | Waterige russula            | wit (Ib)                         | vrij zeldzaam     |
| Russula atropurpurea    | Zwartpurperen russula       | wit (Ia)                         | algemeen          |
| Russula atrorubens      | Zwartrode russula           | wit (Ia)                         | algemeen          |
| Russula aurantiaca      | Oranje russula              |                                  | zeer zeldzaam     |
| Russula aurata          | Goudgele russula            |                                  |                   |
| Russula aurea           |                             | donker oker (IIIb-IVb)           |                   |
| Russula azurea          | Azuren russula              | wit (Ia)                         | verdwenen         |
| Russula badia           |                             | donker oker (IVa)                |                   |
| Russula barlae          |                             |                                  |                   |
| Russula betularum       | Roze berkenrussula          | puur wit (Ia)                    | algemeen          |
| Russula brevis          | Vissige kortsteelrussula    |                                  |                   |
| Russula brunneoalba     |                             |                                  |                   |
| Russula brunneoviolacea | Gewolkte russula            | creme (IIb-c)                    | vrij zeldzaam     |
| Russula caerulea        | Papilrussula                | donker geel (IVa-b)              | algemeen          |
| Russula carminipes      | Karmijnrussula              | geel (IVb)                       | zeer zeldzaam     |
| Russula carpini         | Haagbeukrussula             | donker geel (IVd)                | zeer zeldzaam     |
| Russula cavipes         |                             | bleek creme (IIa-b)              |                   |
| Russula cessans         | Duinbosrussula              | donker geel (IVb)                | zeldzaam          |
| Russula chloroides      | Smalplaatrussula            | bleek creme (Ib-IIa)             | zeldzaam          |
| Russula cicatricata     | Vissige okerrussula         | donker oker (IIIa-b)             |                   |
| Russula clariana        | Tweegeurrussula             | bleek creme (IIa-b)              | zeldzaam          |
| Russula claroflava      | Gele berkenrussula          | half oker (IIIc)                 | algemeen          |
| Russula consobrina      |                             | wit-creme (IIa-b)                |                   |
| Russula cretata         | Kleurkrijtrussula           |                                  |                   |
| Russula cuprea          | Donkere geelplaatrussula    | licht geel (IVd)                 | zeldzaam          |
| Russula curtipes        | Kortsteelrussula            | donker oker (IIIc-IVa)           | zeer zeldzaam     |
| Russula cyanoxantha     | Regenboogrussula            | wit (Ia)                         | algemeen          |
| Russula decipiens       | Roze geelplaatrussula       | dooiergeel (IVd-e)               | zeldzaam          |
| Russula decolorans      | Grauwstelige russula        | bleek oker (IIIa)                | zeer zeldzaam     |
| Russula delica          | Witte russula               | wit-bleek creme (Ib-IIa)         | vrij zeldzaam     |
| Russula densifolia      | Fijnplaatrussula            | wit (Ia)                         | algemeen          |
| Russula emetica         | Grootsporige braakrussula   | wit (Ib)                         | vrij zeldzaam     |
| Russula emeticicolor    | Berijpte dwergrussula       | wit (Ia)                         |                   |
| Russula exalbicans      | Verblekende russula         | crème tot okerkleurig (IIIa-b)   | vrij zeldzaam     |
| Russula faginea         | Vissige beukenrussula       | donker oker (IIIb-IVa)           | zeldzaam          |
| Russula farinipes       | Bleekgele russula           | wit (Ia)                         | zeldzaam          |
| Russula fellea          | Beukenrussula               | wit (Ia)                         | algemeen          |
| Russula flavoviridis    | Geelgroene regenboogrussula |                                  |                   |
| Russula foetens         | Stinkende russula           | creme (IIb-c)                    | vrij zeldzaam     |
| Russula fontqueri       | Zalmsteelrussula            | halfoker (IVa-b)                 | zeer zeldzaam     |
| Russula fragilis        | Broze russula               | wit (Ib)                         | algemeen          |
| Russula fragrantissima  | Odeurrussula                | bleek creme (IIa-b)              | verdwenen         |
| Russula gilvescens      |                             | helder oker geel (IIIa)          |                   |
| Russula gracillima      | Sierlijke russula           | bleek creme (IIIb)               | zeldzaam          |
| Russula gracillipes     | Slankevisrussula            |                                  |                   |
| Russula graveolens      | Vissige eikenrussula        | oker-geel (IIIa-b)               | algemeen          |
| Russula grisea          | Duifrussula                 | creme-oker (IIc)                 | algemeen          |
| Russula heterophylla    | Vorkplaatrussula            | wit (Ia)                         | vrij zeldzaam     |
| Russula illota          | Spikkelsneerussula          | bleek creme (IIa-b)              | zeldzaam          |
| Russula insignis        | Verkleurende kamrussula     | bleek creme (IIa-b)              | zeldzaam          |
| Russula integra         | Glanzende russula           | geel-oker (IVc)                  | zeer zeldzaam     |
| Russula ionochlora      | Violetgroene russula        | bleek creme (IIa)                | algemeen          |
| Russula laccata         | Geurige wilgenrussula       | wit (Ib-IIa)                     | vrij zeldzaam     |
| Russula laurocerasi     | Amandelrussula              | bleek creme (IIa-b)              | zeldzaam          |
| Russula lepidicolor     | Valse potloodrussula        | dof wit (Ib)                     | zeer zeldzaam     |
| Russula lilacea         | Lila russula                | wit (Ia-b)                       | verdwenen         |
| Russula lundellii       | Grote berkenrussula         |                                  | verdwenen         |
| Russula lutensis        | Modderrussula               |                                  | zeer zeldzaam     |
| Russula luteotacta      | Geelvlekkende russula       | wit (Ia-b)                       | zeldzaam          |
| Russula maculata        | Gevlekte russula            | donker oker geel (IVc-d)         | vrij zeldzaam     |
| Russula mairei          | Stevige braakrussula        | puur wit (Ia)                    | algemeen          |
| Russula medullata       | Mergrussula                 | oker (IIIa-b)                    | zeer zeldzaam     |
| Russula melitodes       | Populierrussula             | oker (IVb)                       | zeer zeldzaam     |
| Russula melliolens      | Honingrussula               | creme (IIa-b)                    | zeer zeldzaam     |
| Russula melzeri         | pluche russula              | donker oker (IIIa-b)             | zeer zeldzaam     |
| Russula minutula        | dwergrussula                | bleek creme (Ib)                 | verdwenen         |
| Russula mustelina       | Bruine sparrenrussula       | creme (IIb)                      |                   |
| Russula nauseosa        | Kleine sparrenrussula       | donker geel-oker (IVb-c)         | zeldzaam          |
| Russula nigricans       | Grofplaatrussula            | wit (Ia)                         | algemeen          |
| Russula nitida          | Kleine berkenrussula        | bleek tot medium oker IIIb-c     | algemeen          |
| Russula ochroleuca      | Geelwitte russula           | wit-bleek creme (Ia-IIc)         | algemeen          |
| Russula odorata         | Geurige russula             | donker geel (IVc)                | algemeen          |
| Russula olivacea        | Gerimpelde russula          | donker oker-geel (IVc)           | zeldzaam          |
| Russula pallidospora    | Crème russula               | donker creme (IId)               |                   |
| Russula paludosa        | Appelrussula                | lichtgeelbruin (IIIb)            | zeer zeldzaam     |
| Russula parazurea       | Berijpte russula            | creme (IIb-c)                    | algemeen          |
| Russula pectinata       | Bittere kamrussula          | crème (IIb-c)                    | zeldzaam          |
| Russula pectinatoides   | Onsmakelijke kamrussula     | donker crème (IIc-d)             | algemeen          |
| Russula pelargonia      | Geraniumrussula             | bleek creme (IIa-b)              |                   |
| Russula persicina       | Kruipwilgrussula            | donker crème tot licht oker      | vrij algemeen     |
| Russula puellula        | Milde braakrussula          | creme (IIb)                      | zeer zeldzaam     |
| Russula pseudoaeruginea | Valse groene berkenrussula  | creme-oker (IIc-d)               |                   |
| Russula pseudointegra   | Kleibosrussula              | oker-geel (IVb)                  | zeldzaam          |
| Russula puellaris       | Vergelende russula          |                                  | vrij algemeen     |
| Russula pumila          | Kleine elzenrussula         | wit (Ib)                         |                   |
| Russula purpurata       | Vissige purperhoedrussula   | oker (IId-IIIb)                  |                   |
| Russula queletii        | Purperrode russula          | creme (IIc-d)                    | vrij zeldzaam     |
| Russula raoultii        | Citroengele russula         | wit (Ia)                         | vrij zeldzaam     |
| Russula rhodopoda       | Roodvoetrussula             | donker creme tot oker (IIc-IIIb) | zeldzaam          |
| Russula risigallina     | Abrikozenrussula            | donker geel (IVd-e)              | algemeen          |
| Russula romellii        | Geelplaatregenboogrussula   | donker geel (IVd)                | zeer zeldzaam     |
| Russula rosea           | Potloodrussula              | witachtig tot bleek crème        | zeldzaam          |
| Russula rutila          | Rode geelplaatrussula       | donker oker-geel (IVc)           | zeer zeldzaam     |
| Russula sanguinaria     | Bloedrode russula           | donker creme (IId-IIIa)          | zeldzaam          |
| Russula sardonia        | Duivelsbroodrussula         | donker creme (IIc-d)             | algemeen          |
| Russula solaris         | Zonnerussula                | creme (IIb-c)                    | vrij zeldzaam     |
| Russula sororia         | Forse kamrussula            | creme (IIc)                      | zeldzaam          |
| Russula spahgnophila    | Veenmosrussula              |                                  | zeldzaam          |
| Russula stenotricha     | Olijfgroene russula         | creme (IIb-d)                    | verdwenen         |
| Russula subfoetens      | Vergelende stinkrussula     | creme (IIb-c)                    | vrij zeldzaam     |
| Russula sublevispora    |                             | creme (IIc)                      |                   |
| Russula subterfurcata   | Valse vorkplaatrussula      | IIc-d                            | zeer zeldzaam     |
| Russula silvestris      | Kleinsporige braakrussula   | wit (Ia)                         | algemeen          |
| Russula terenopus       | Slanke russula              | creme (IIc)                      | verdwenen         |
| Russula torulosa        | Appelgeurrussula            | donker creme (IId)               | zeer zeldzaam     |
| Russula turci           | Jodoformrussula             | donker safraan geel (IVa)        | zeldzaam          |
| Russula urens           | Groene peperrussula         | donker okergeel (IVd)            | zeer zeldzaam     |
| Russula velenovskyi     | Schotelrussula              | licht oker (IIIa-b)              | algemeen          |
| Russula velutipes       | Roze russula                | wit (Ib)                         | zeldzaam          |
| Russula versicolor      | Bonte berkenrussula         | oker (IIIa-c)                    | algemeen          |
| Russula vesca           | Smakelijke russula          | puur wit (Ia)                    | algemeen          |
| Russula veternosa       | Tweekleurige russula        | donker oker-geel (IVb)           | zeldzaam          |
| Russula vinosobrunnea   | Wijnbruine russula          | donker oker-geel (IVc)           | zeer zeldzaam     |
| Russula violacea        | Violette russula            | bleek creme (IIa-b)              | zeldzaam          |
| Russula violeipes       | Paarsstelige pastelrussula  | bleek creme (IIa)                | zeldzaam          |
| Russula virescens       | Ruwe russula                | wit-bleek creme (Ib)             | vrij zeldzaam     |
| Russula viscida         | Plompe russula              | bleek-creme (IIa-b)              | zeldzaam          |
| Russula xerampelina     | Roodvoetrussula             | oker (IIIb)                      | zeldzaam          |
| Russula zonatula        | Kruisbesrussula             |                                  | verdwenen         |